# Kosmos 2198
Kosmos 2198, ruski vojni komunikacijski satelit iz programa Kosmos.  Vrste je Strijela-3.
Lansiran je 13. srpnja 1992. godine u 17:41 s kozmodroma Pljesecka u Rusiji. Lansiran je u nisku orbitu oko planeta Zemlje raketom nosačem Ciklon-3 11K68. Orbita mu je 1410 km u perigeju i 1415 km u apogeju. Orbitna inklinacija mu je 82,59°. Spacetrackov kataloški broj je 22035. COSPARova oznaka je 1992-042-B. Zemlju obilazi u 114,05 minutu. Pri lansiranju bio je mase 220 kg. 
Dio paketa od ukupno šest lansiranih satelita. Jedan dio se odvojio i u niskoj je orbiti oko Zemlje.
Sateliti ove vrste bili su namijenjeni vojnim i vladinim komunikacijama. To su bili jednostavni repetitorski sustavi pohrane i otpuštanja koji su osobito bili korisni u prosljeđivanju neesencijalna prometa između Ruske Federacije i prekomorskih postaja ili snaga. Pri lansiranju bilo je šest svemirskih letjelica na svakom lansirnom vozilu. Dvije orbitalne ravnine odvojene su 90 stupnjeva i u svakoj je bilo 10 - 12 operativnih svemirskih letjelica. U normalnim okolnostima izvodilo se dvije misije godišnje, što znači da je prosječni životni vijek svemirske letjelice trebao biti oko 24 mjeseca. Svemirska letjelica bila je teška 220 kg, promjera 1 metra i visina glavnog busa 1,5 metar. U orbiti je bila ispružena gravitacijsko-gradijentska antena radi omogućavanja stabilizacije.

## Vanjske poveznice
- N2YO.com Search Satellite Database
- Celes Trak SATCAT Format Documentation (engl.)
- Kunstman  Arhivirana inačica izvorne stranice od 12. kolovoza 2019. (Wayback Machine) Satellites in Orbit (engl.)